# Lijst van spelers van CS Grevenmacher
Deze lijst omvat voetballers die bij de Luxemburgse voetbalclub CS Grevenmacher spelen of gespeeld hebben. De namen van de spelers zijn alfabetisch gerangschikt.

## A
- Christian Alverdi
- Christian Albrecht
- Gonçalo Almeida

## B
- Thomas Battaglia
- Daniel Bauer
- Adrien Baur
- Malik Benachour
- Khalid Benichou
- Marc Birsens
- Steve Birtz
- Davide Bonsignore
- Ahmed Boussi
- Anton Bozic
- Christian Braun
- Dariusz Brzyski
- Frank Buschmann

## C
- Johny Clemens
- Jeppe Clemmensen
- Magnus Clemmensen

## D
- Sven di Domenico
- Jose Dias Campinho
- Christophe Diederich

## E
- Heinz Eimer
- Ahmed El Aouad
- Paul Engel

## F
- Ben Federspiel
- Mino Fiorentino
- Michael Fleck
- Nico Funck
- Jonathan Furst
- Marc Fusenig

## G
- Florian Gaspar
- Gabi Gaspar
- Rainer Gawell
- Gonçalo Almeida
- Karim Groune

## H
- Pol Haas
- Sammy Habte
- Kevin Hartert
- Sebastian Hartung
- Francois Hauer
- Tim Heinz
- Nino Helbig
- Jérôme Henrot
- Mario Herres
- Patrick Herres
- Nicolas Hoffmann
- Sébastien Hoffmann
- Daniel Huss

## J
- Mathias Jänisch
- Jonathan Joubert

## K
- Simphorien Kinding
- Elmar Klodt
- Paul Koch
- Stephan Kordian
- Marcus Koster
- Markus Krahen

## L
- Benoît Lang
- Charles Lettal
- Gil Lopes
- Tobias Lörig
- Samir Louadj

## M
- Mehdi Makhloufi
- Francis Mangubu
- Pierre Manzangala
- Vito Marchione
- Jeff Marester
- Dario Maric
- Kevin Martin
- Bobby Mendes
- Miguel Simão
- Samir Miriem
- Manuel Morocutti
- Christian Müller
- Tom Munoz

## N
- Nelson

## O
- Marc Oberweis
- Steve Oliveira
- Adis Omerovic
- André Origer

## P
- Thierry Pauk
- Gabriel Pereira
- Pierre Petry
- Marc Pleimling
- Jonathan Proietti

## R
- Jeff Reichling
- Jo Reuland
- Marcio Rodrigues
- Sacha Rohmann
- René Ronk
- Ben Ruppert

## S
- Arnaud Schaab
- Laurent Schiltz
- Volker Schmitt
- Sacha Schneider
- Theo Scholten
- Gilles Schreiner
- Tom Siebenaler
- Fatih Sözen
- Andreas Steffen
- Damian Steinmetz
- Thierry Steinmetz
- Igor Stojadinovic
- Damian Stoklosa

## T
- Mamadou Tall
- Lautaro Tejerina
- Laurent Thiel
- Serge Thill
- Alain Thimmesch
- Luc Thimmesch
- Marco Toppmöller
- Malick Traore

## V
- Nicolas Valentiny

## W
- Stefan Wagner
- Jeff Wampach
- Mark Weber
- Thomas Wolf
- Eric Wolff

## Z
- Ahmed Zerrouki
- Alexander Ziehl